# Quintus Pisentius Iustus

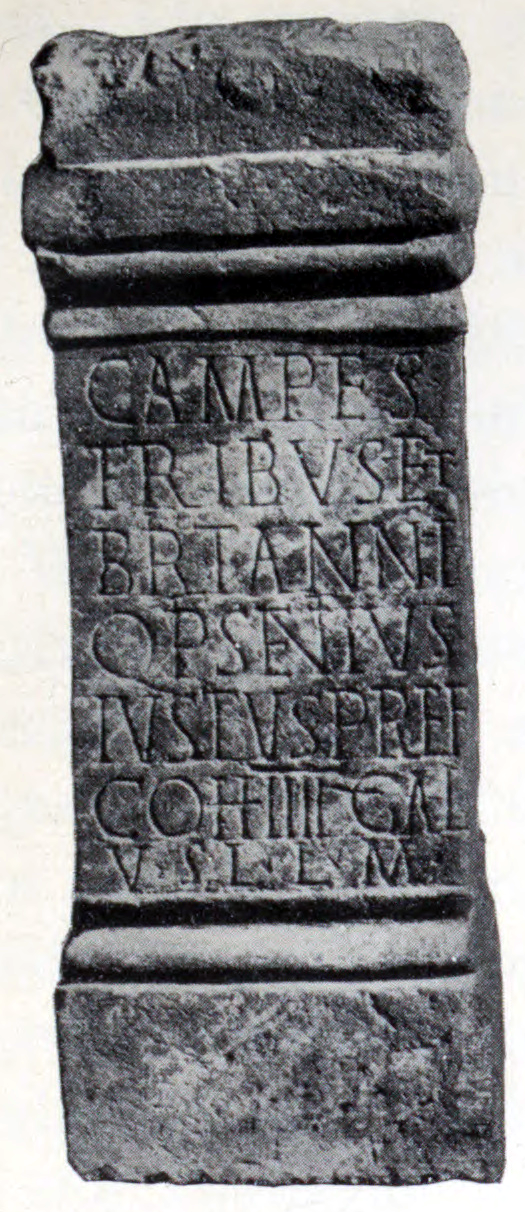
Der Altar mit der Inschrift

Quintus Pisentius Iustus war ein im 2. Jahrhundert n. Chr. lebender Angehöriger des römischen Ritterstandes (Eques).
Durch eine Weihinschrift, die in der Nähe des ehemaligen römischen Militärlagers Castlehill (einige km nordwestlich von Glasgow südlich des Antoninuswall gelegen) gefunden wurde, ist belegt, dass Iustus Kommandeur (Praefectus) der Cohors IIII Gallorum war, die zu diesem Zeitpunkt in der Provinz Britannia stationiert war. Er weihte den Altar den Schutzgöttern des Übungsplatzes (Campestribus) und Britannia.
Die Inschrift wird bei der EDCS und der EDH auf einen Zeitraum zwischen 139/161 datiert, bei RIB dagegen auf 142/180.